# جرانتيلا ديل لوزويا واي بينيلا دي بويتراجو
جرانتيلا ديل لوزويا واي بينيلا دي بويتراجو (بالإنجليزية: Gargantilla del Lozoya y Pinilla de Buitrago)‏ هي بلدية ومدينة في منطقة الحكم الذاتي وتقع في منطقة مدريد في وسط إسبانيا. تبلغ مساحة هذه المدينة 24.12 (كم²)، ويبلغ عدد سكانها 369 نسمة حسب إحصاء سنة 2012 م.

## وصلات خارجية
- http://www.gargantillaypinilla.org/